# Vals poedersteeltje
Het vals poedersteeltje (Inocybe jacobi) die behoort tot de familie Inocybaceae. Het vormt ectomycorrhiza met (zeer) jonge den (Pinus) en berk (Betula) op droog, zuur, humusarm zand.

## Kenmerken

### Uiterlijke kenmerken
De hoedjes zijn schubbig, hebben een bultje in het centrum en wordt 1 tot 2 cm in diameter. De kleur van de hoed is roodbruin. De hoed is hygrofaan en meestal tweekleurig. Het midden van de hoed is wat donkerder dan buiten. De lamellen staan wijd en de steel is helemaal berijpt. 

### Microscopische kenmerken
De knobbelige sporen zijn 7,5-10 × 5-7 µm. De cystidia zijn meestal vrij smal en dikwandig (tot 4 µm). Ze hebben een sterke reactie op KOH.

## Verspreiding
Het komt met name voor in Europa en Noord-Amerika. In Nederland komt het matig algemeen voor. Het is niet bedreigd en staat niet op de rode lijst.